# Amblygaster
Amblygaster es un género de peces clupeiformes de la familia Clupeidae.

## Especies
Se reconocen las siguientes especies:
- Amblygaster clupeoides
- Amblygaster leiogaster
- Amblygaster sirm